# Garnisonsstadt Görlitz
Die Stadt Görlitz war zwischen 1830 und 1945 eine bedeutende Garnisonsstadt im preußischen bzw. niederschlesischen Teil der Oberlausitz. Bereits vor der preußischen Herrschaft war Görlitz für kürzere Zeiträume Garnison, so z. B. für das II. Bataillon des Regiments „von Niesemeuschel“ der Sächsischen Armee. Der Stabssitz des Regiments befand sich jedoch in Bautzen. Bereits zwischen 1720 und 1723 war der Stab des sächsischen Grenadierregiments „von Seckendorff“ in der Stadt stationiert. Unter der späteren Bezeichnung Linien-Infanterie-Regiment „Prinz Anton“ war im Jahr 1810 das II. Bataillon – eine Nachfolgeeinheit der Seckendorff-Grenadiere in Görlitz beheimatet.
In dem Zeitraum zwischen 1815 und 1945 errang die Stadt eine zweite politische, wirtschaftliche und kulturelle Blüte als Zentrum der preußischen Oberlausitz und war eine der größten Städte der Provinz Niederschlesien. Die Garnison beeinflusste die Entwicklung des städtischen Lebens auf vielfältige Weise und schuf schnell ein Band zum neuen preußischen Landesherren. Die Bevölkerung wuchs um mehr als das zehnfache an. Es entstanden neue Wohnviertel, Parkanlagen, Schulen, Konzertsäle, Theater, Kirchen sowie Kaufhäuser und Gaststätten. In das Stadtbild reihten sich die neuen Kasernen, Reit- und Exerzierplätze sowie Schießstände für das Militär ein und wurden teilweise von der Bevölkerung auch als Ausflugsziele genutzt, wie z. B. das Jägerwäldchen in Moys.
Eine enge Verbindung des Militärs mit den Bürgern lässt sich auch durch die zahlreichen örtlichen Militärvereine sowie das Mitwirken des Militärs im kulturellen Leben der Stadt bezeugen. Auch dienten viele Soldaten in der heimischen Garnison.

## Geschichte

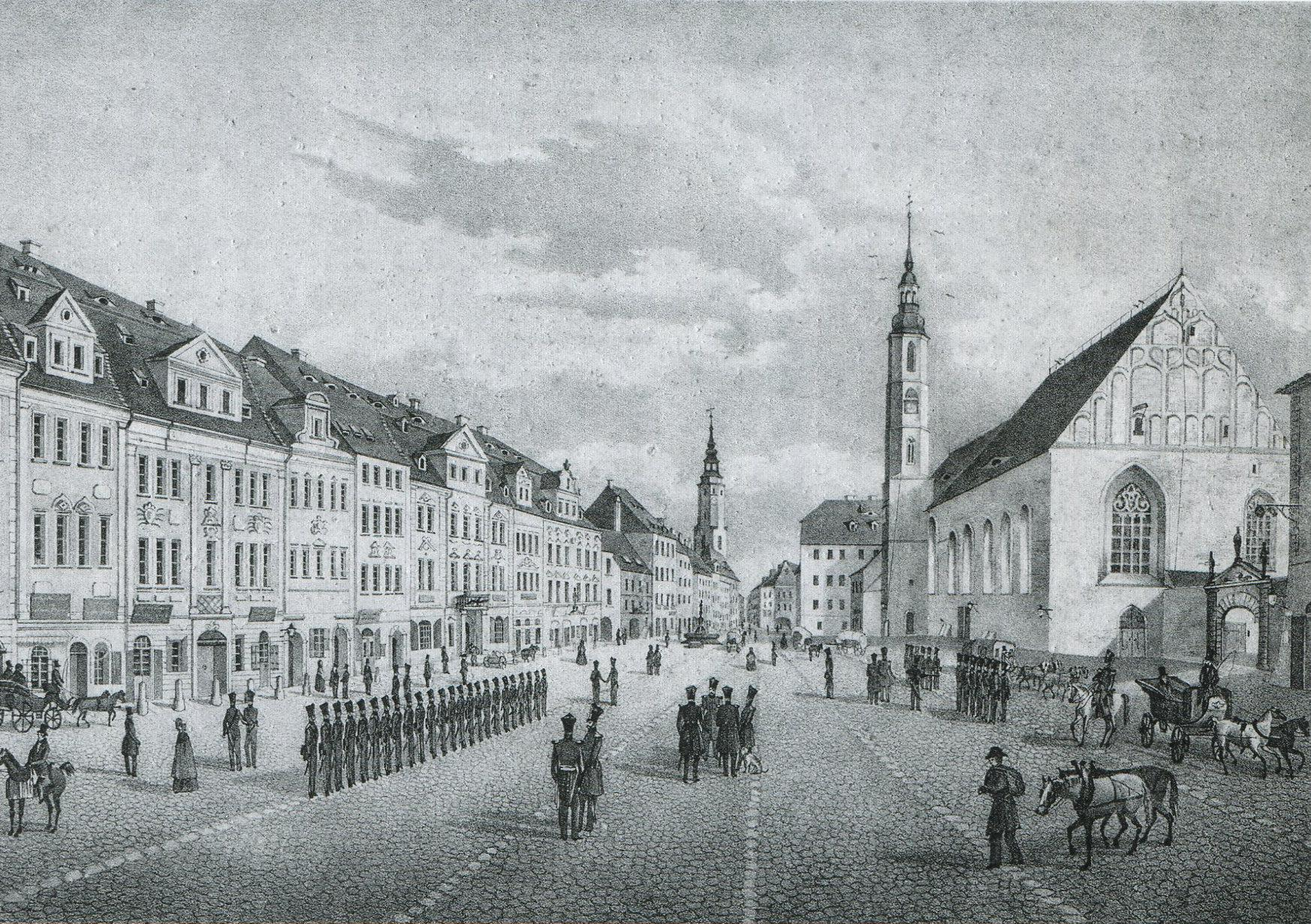
Zeichnung des Görlitzer Obermarktes 1841. Er diente bis zur Fertigstellung der Jägerkaserne 1858 als Appellplatz der preußischen Garnisonstruppen

Mit dem Einzug von acht Offizieren und 180 Soldaten der Ersten Schützenabteilung wurde die Stadt am 22. September 1830 zur preußischen Garnisonsstadt. Die Schützenabteilung, das spätere Jäger-Bataillon, wurde durch ein Musikkorps mit 18 Waldhornisten und einem Kapellmeister ergänzt. Zuerst kamen die Soldaten bei Görlitzer Familien unter. Der erste Einsatz, der in Görlitz stationierten Einheit, war kurz nach der Einquartierung der Kampf gegen die polnische Unabhängigkeitsbewegung – den Novemberaufstand.
Die ersten Schießstände besaß die Garnison bei Girbigsdorf. Sie mussten jedoch bereits 1834 aufgegeben werden. Danach bezogen sie den wohl bekannteren Standort südlich des Bahnhof Moys (heute: Bahnhof Zgorzelec). Das Areal bekam bald den Namen Jägerwäldchen nach der stationierten Truppengattung und wurde ein beliebtes Ausflugsziel der Görlitzer. Nach dem Abzug des Jägerbataillons 1887 und nach zahlreichen Beschränkungen für Zivilisten verlor das Terrain an Attraktivität für die Bevölkerung. Der erste Exerzierplatz befand sich an der heutigen Furtstraße bzw. auf dem heutigen Gelände der Stadthalle. Beim Bau der Reichenberger Brücke musste der Exerzierplatz weichen und wurde in die Oststadt an die Laubaner Chaussee verlegt. Ein zweiter Platz entstand an der Stadtgrenze zu Klingewalde. Auch südlich des Stadtteils Moys wurde ein Exerzierplatz angelegt. Auf dem Gelände wurde im Zweiten Weltkrieg das Stammlager VIII A eingerichtet.

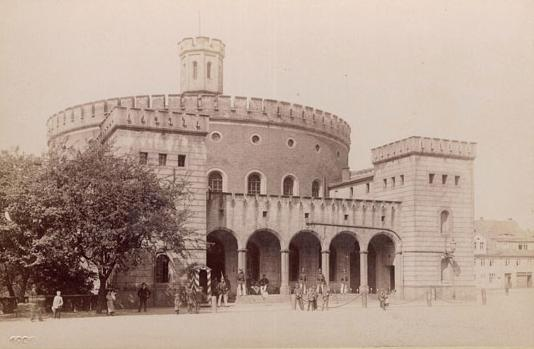
Der Kaisertrutz mit einer Wachmannschaft und Wachhaus im Jahr 1893

Die preußischen Landesherren forderten im Gegenzug für den Abriss der alten Stadtbefestigung von der Stadt den Umbau des einstigen Festungsrondells – des Kaisertrutzes – zum Landwehrzeughaus und den Bau einer Kaserne sowie eines Blockhauses zum Schutz des Neißeviaduktes – einem Schienenübergang über die Lausitzer Neiße. In dem umgebauten Kaisertrutz bezog 1848 neben dem Zeughaus auch die Wache ihr neues Domizil. Vorher befand sich die Wache westlich des Salzhauses auf dem Obermarkt.
Die Kaserne errichtete die Stadt zwischen 1854 und 1858 an der höchsten Stelle am Rande der Altstadt auf dem Hälterberg. Die dreiflügelige Anlage aus Bruchsteinmauerwerk vermittelte einen wehrhaften Charakter. Sie wurde zuerst von Angehörigen des Schlesischen Jäger-Bataillons Nr. 5 bezogen und erhielt deshalb von der Bevölkerung den Namen Jägerkaserne. Das Blockhaus auf dem Obermühlberg wurde 1856 fertiggestellt und während Friedenszeiten der Stadt zur Verpachtung überlassen. Die Räumlichkeiten wurden anschließend als Ausflugsgaststätte genutzt.

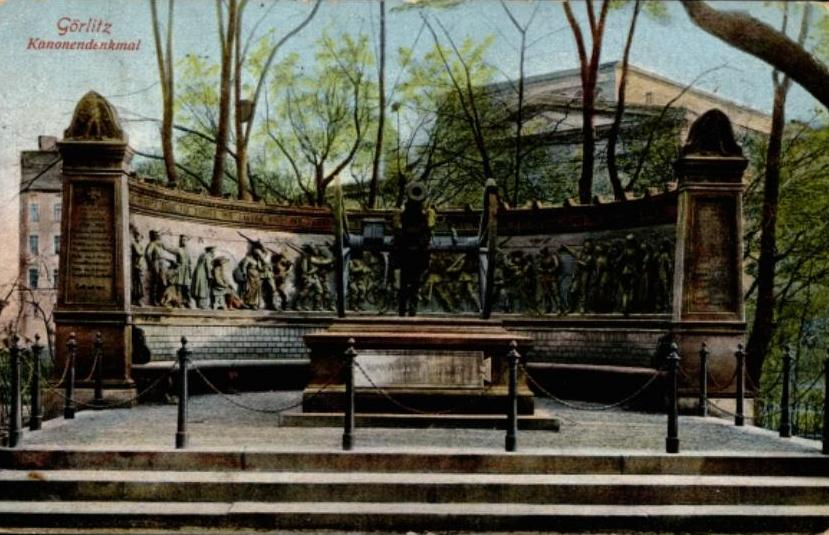
Das Geschütz „Le Douai“ als Teil des Kriegerdenkmals nahe dem Kaisertrutz

Das Schlesische Jäger-Bataillon Nr. 5 wurde auch im Deutsch-Französischen Krieg 1870/71 eingesetzt und erbeuteten bei der Schlacht bei Weißenburg, der ersten Schlacht während des Krieges, die französische Kanone „Le Douai“. Die Mitglieder des städtischen Magistrates erbaten 1871 vom preußischen König die Überlassung des Geschützes für die Errichtung eines Kriegerdenkmals. Der König entsprach dem Wunsch und stiftete zusätzlich 10.000 Taler für einen städtischen Kriegsunterstützungsfonds. Im gleichen Jahr erhielten Otto von Bismarck und Helmuth von Moltke die Ehrenbürgerwürde der Stadt, mit der auch die Umbenennung einiger Straßen und Plätze einherging. So wurde der südliche Teil der Klosterstraße in Bismarckstraße, die Sommerstraße in Moltkestraße und der Neumarkt in Wilhelmsplatz umbenannt.
Das Geschütz „Le Douai“ kam am 23. Juni 1871 in die Stadt und wurde anfangs vor dem Kaisertrutz aufgestellt. Der Berliner Architekt Martin Gropius gestaltete auf Bitten des städtischen Magistrates Anfang der 1870er Jahre ein Denkmal für die Kanone. Am 4. August 1874 wurde das Denkmal feierlich enthüllt. Hinter der Kanone befand sich ein halbrunder Terrakottafries von Rudolf Siemering, der auch den Fries für den Unterbau der Berliner Siegessäule schuf. Der Fries wurde später in Bronze gegossen und anstatt des Terrakottafrieses eingesetzt. Eine Kopie des Frieses wurde im 1907 eingeweihten Lesesaal der Stadtbibliothek angebracht.
Auch das Jäger-Bataillon wurde bei seiner Rückkehr aus dem siegreichen Krieg am 2. Juni 1871 begeistert empfangen. Für den Empfang hatte man mehrere geschmückte Ehrenpforten in der Stadt errichtet. Das Bataillon marschierte beispielsweise durch die geschmückte Ehrenpforte auf der Berliner Straße an der Kreuzung Hospitalstraße.
Im gleichen Jahr wurde nach drei Jahren Bauzeit auch das Garnisonslazarett auf der Girbigsdorfer Straße im Norden der Stadt seiner Aufgabe übergeben. Das alte Garnisonslazarett befand sich an der Berliner Straße gegenüber dem einstigen städtischen Krankenhaus, entsprach jedoch nicht mehr den gestiegenen Anforderungen an die Gesundheitsbetreuung der Soldaten. Auch das neue Lazarett war ein Klinkerbau, wie viele öffentliche Gebäude im Stadtbild.

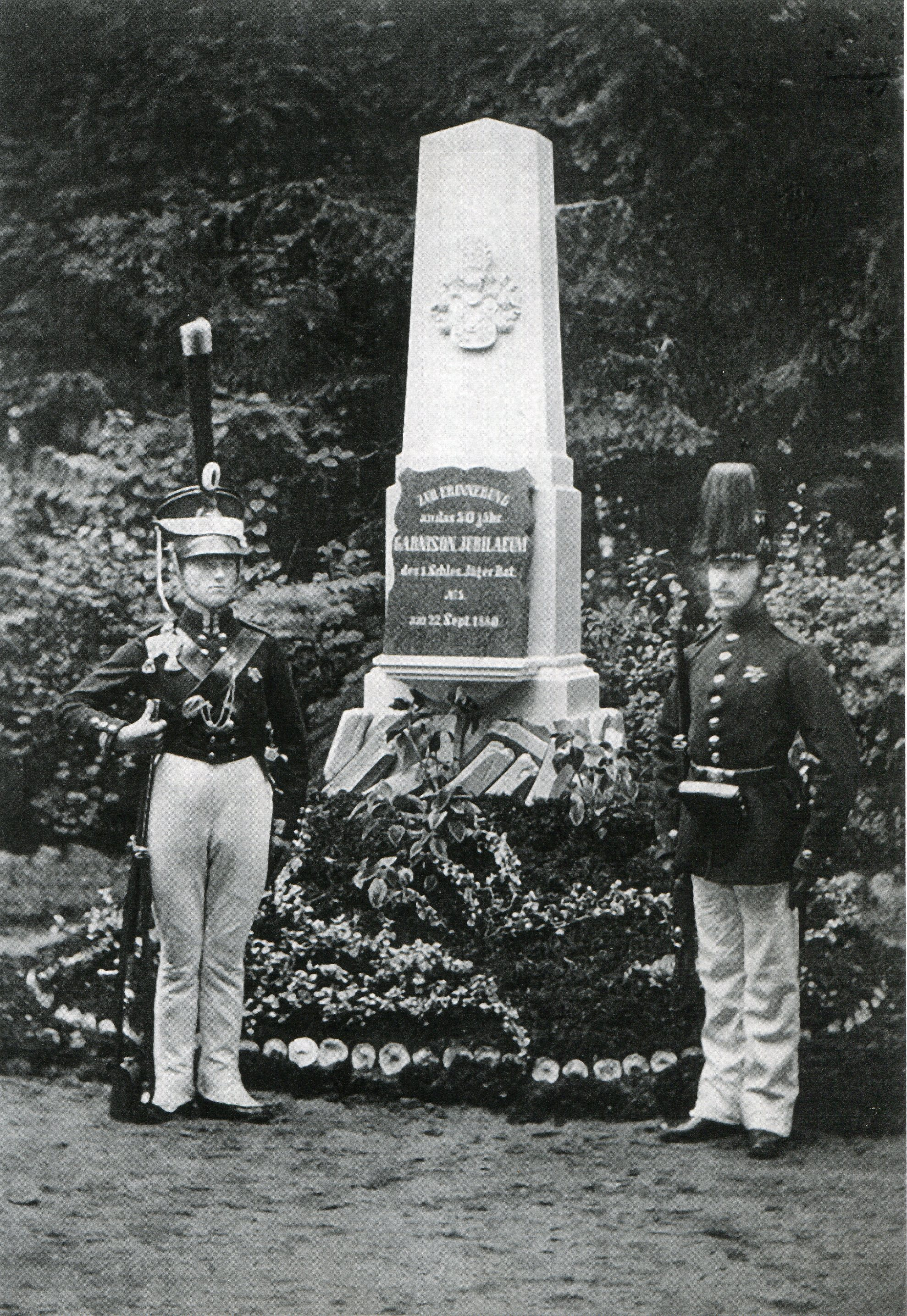
Zum 50-jährigen Garnisonsjubiläum wurde im Jägerwäldchen ein Denkmal errichtet

Im März 1887 wurde das 1830 in Görlitz stationierte Schlesische Jäger-Bataillon Nr. 5 nach Hirschberg im Riesengebirge verlegt. An dessen Stelle wurde das 19. Infanterie-Regiment in der Stadt stationiert. Für das neue Regiment entstand 1896 auf dem ehemaligen Exerzierplatz in der Oststadt die sogenannte Neue Kaserne, die wegen ihrer roten Backsteine auch Rote Kaserne genannt wurde. In Görlitz wurde der Stab, das I. Bataillon und die Regimentsmusik des 19. Infanterie-Regiments stationiert. Das II. Bataillon wurde hingegen nach Jauer und das Füsilier-Bataillon nach Hirschberg verlegt. Das Füsilier-Bataillon wurde 1887 im Austausch gegen das Jägerbataillon nach Görlitz verlegt. Ab 1889 wurde es in III. Bataillon umbenannt. Weitere acht Jahre später wurde auch das II. Bataillon aus Jauer nach Görlitz verlegt und somit stand das komplette Regiment in der Stadt. Doch bereits 1898 bezog das II. Bataillon eine neue Kaserne in der Nachbarstadt Lauban. Der Stab und das I. Bataillon waren in der Neuen Kaserne und das III. Bataillon in der Jägerkaserne stationiert.
Im Jahr 1910 wurde der Grundstein für das Regimentshaus an der Straße „Am Friedrichsplatz 3“ (heute: ulica Partyzantów) gelegt. Das Haus wurde am 16. Oktober 1911 eingeweiht. Es war Treffpunkt des Offizierkorps und diente auch der Pflege der militärischen Traditionen. So schmückten zahlreiche Gemälde, Porträts und Tafeln den Saal und die Klubräume. In den 1930er Jahren wurde über dem Eingang der Schriftzug „Regimentshaus I.R. 30“ angebracht.
Auf dem Exerzierplatz bei Klingewalde wurde während des Ersten Weltkriegs ein Kriegsgefangenenlager eingerichtet, in dem Araber, Engländer, Franzosen, Russen und Turkos interniert wurden. Die Kriegsgefangenen wurden wie die französischen Gefangenen bereits 1870 zu Pflasterarbeiten der Straßen bzw. zur Abschachtung der späteren Zeppelin- und Winterfeldtstraße herangezogen. Die Zeppelinstraße trug deshalb einige Zeit den Namen Russenstraße.
Am 5. Juli 1919 wurde das Infanterie-Regiment „von Courbière“ (2. Posensches) Nr. 19 aufgelöst und die Reste gingen als III. Bataillon in das Reichswehr-Schützen-Regiment 57 auf. In den folgenden zwei Jahren bestand lediglich das Freikorps Görlitz (auch Freikorps Faupel), das auch den Kapp-Putsch unterstützte. Beim Zusammenstoß von Freikorpssoldaten mit Streikenden, die dem Aufruf zum Generalstreik gefolgt waren, wurden sechs Zivilisten getötet, darunter auch zwei unbeteiligte Frauen. Wilhelm Faupel wurde trotzdem mit einer Abschiedsparade auf dem Friedrichsplatz (heute: Plac Jerzego Popiełuszki) aus der Stadt verabschiedet. Das Freikorps wurde später in die Reichswehr integriert und verlor seine eigenständige Existenz. Anfang 1921 traten die Truppenteile der neuen Reichswehr zusammen und in Görlitz wurde das III. Bataillon des 8. (Preußisches) Infanterie-Regiments stationiert. Die Reichswehreinheiten nutzten die zwei Vorkriegskasernen und einige Neubauten im Kasernenkomplex an der Trotzendorfstraße.
Nach der Machtübernahme der Nationalsozialisten und der Wiedereinführung der Wehrpflicht 1935 stieg die Bedeutung von Görlitz als Garnisonsstadt wieder. In der Oststadt entstanden die Kleist-Kaserne an der Hermsdorfer Straße und die Winterfeldt-Kaserne in Moys. Am 1. Oktober 1934 entstand aus dem III. Bataillon des 8. (Preußisches) Infanterie-Regiments das Infanterieregiment Görlitz. Mit der Wiedereinführung der Wehrpflicht 1935 wurde das Regiment erneut in Infanterie-Regiment 30 umbenannt. Das I. und II. Bataillon waren in Görlitz und das III. in Lauban stationiert. Das Infanterie-Regiment 30 war unter anderem beim Einmarsch in das Sudetenland beteiligt. Am 8. Oktober 1938 überschritten Truppen des Regiments die Grenze bei Ottendorf und Tuntschendorf, kehrten jedoch bereits am 21. Oktober des gleichen Jahres wieder in die Laubaner und Görlitzer Kasernen zurück, um kurze Zeit später am Überfall auf Polen und den weiteren Feldzügen während des Zweiten Weltkriegs teilzunehmen. Mit dem Ende des Zweiten Weltkrieges endete auch die Tradition der Stadt als Garnisonsstandort.

## Stationierte Einheiten
Die folgende Tabelle gibt einen Überblick über die zwischen 1830 und 1945 in Görlitz stationierten Einheiten.
| Name der Einheit                                                                               | Stationierungszeitraum |
| ---------------------------------------------------------------------------------------------- | ---------------------- |
| 1. Schlesisches Jäger-Bataillon Nr. 5                                                          | 1830–1887              |
| I. Bataillon/Infanterie-Regiment „König Ludwig III. von Bayern“ (2. Niederschlesisches) Nr. 47 | 1860–1864              |
| Füsilier-Regiment „General-Feldmarschall Graf Moltke“ (Schlesisches) Nr. 38                    | 1867                   |
| Infanterie-Regiment „von Courbière“ (2. Posensches) Nr. 19                                     | 1871–1919              |
| I. Bataillon/1. Garde Grenadier-Landwehr-Regiment                                              |                        |
| Freikorps Faupel                                                                               | 1919–1920              |
| III. Bataillon/8. (Preußisches) Infanterie-Regiment                                            | 1921–1935              |
| Infanterie-Regiment Görlitz                                                                    | 1934–1935              |
| I. und II. Bataillon/Infanterie-/Panzergrenadier-Regiment 30                                   | 1935–1945              |

## Kasernen
Anfangs wohnten die preußischen Soldaten bei Görlitzer Familien. Erst 28 Jahre nach dem Einzug der ersten Garnisonstruppen bezogen die Soldaten die von der Stadt errichtete Jägerkaserne. Im Laufe der Jahrzehnte entstanden weitere Kasernenneubauten, die sich jedoch in der Vorstadt östlich der Neiße befanden. Die Oststadt entwickelte sich vor allem in den 1930er Jahren immer mehr zu einem durch das Militär geprägten Viertel. Auch der 1925 eingerichtete Flugplatz wurde ab den 1930er Jahren von der Luftwaffe beansprucht. Im vorletzten Kriegsjahr 1944 existierte dort auch eine Fliegerhorst-Kommandantur.
Nach dem Ende des Zweiten Weltkrieges wurde der Ostteil der Stadt unter polnische Verwaltung gestellt. Einige Kasernenbauten, die sich in der einstigen Oststadt befanden, wurden nun auch von den polnischen Streitkräften weiter genutzt. Das Funktechnikaufklärungs-Bataillon verließ als letzte Einheit 1998 die Stadt Zgorzelec. Die einstigen Kasernenbauten im heutigen Görlitz und Zgorzelec werden alle zivil genutzt.

### Jägerkaserne

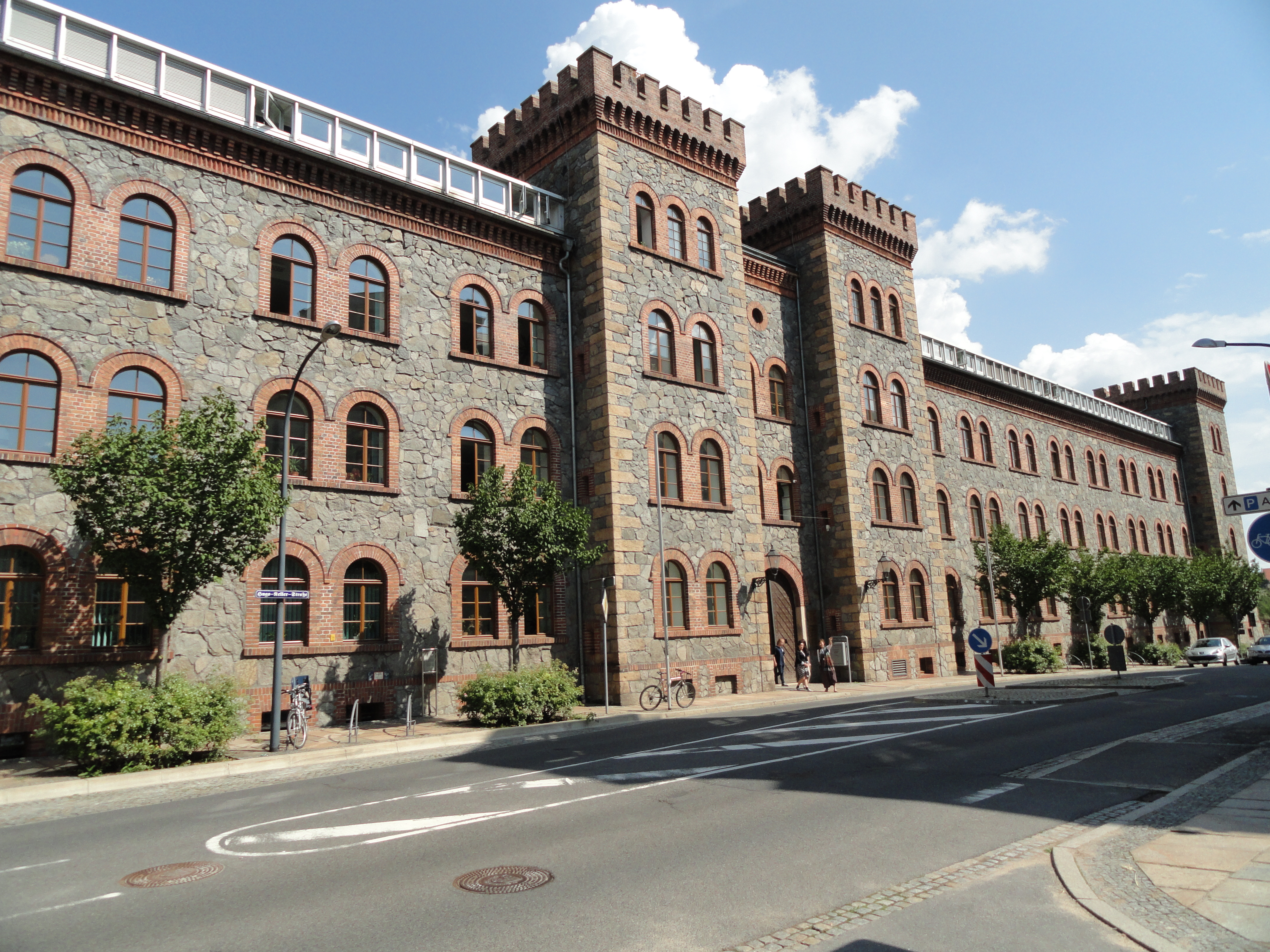
Die Jägerkaserne

Die Jägerkaserne entstand zwischen 1854 und 1858 als Entschädigungsleistung der Stadt für den Abbruch der Stadtbefestigung. Sie diente bis 1945 durchgehend als Kaserne und ist heute Sitz der Stadtverwaltung Görlitz.

### Neue Kaserne/Courbière-Kaserne

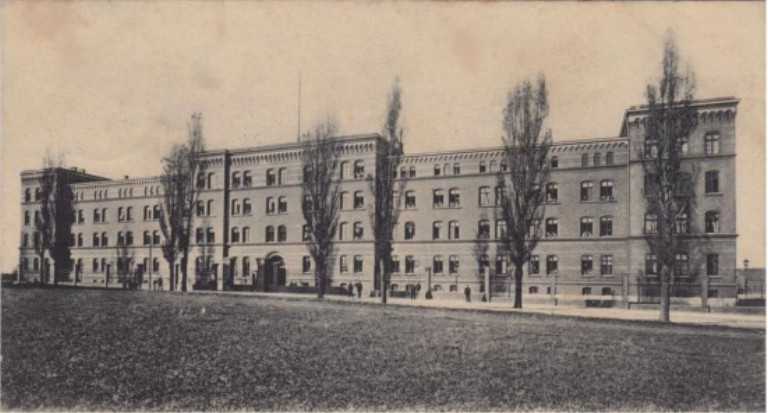
Neue Kaserne

Mit dem Bau der Neuen Kaserne wurde 1890 auf der östlichen Seite der Lausitzer Neiße begonnen. Der Kasernenkomplex entstand auf dem ehemaligen Exerzierplatz. Der großzügige Innenhof bot Platz für die Ausbildung der Soldaten.
Am 1. Oktober 1896 bezogen die ersten Soldaten den Kasernenneubau an der Trotzendorfstraße 10 (heute: ulica Armii Krajowej). Zu den ersten Einheiten gehörte der Stab und das I. Bataillon des Infanterie-Regimentes Nr. 19. Der Bau war ein typischer preußischer Klinkerbau der Vorkriegszeit. Auf Grund der roten Ziegel erhielt die Kaserne im Volksmund auch den Namen Rote Kaserne. Ab 1938 trug sie auch den Namen „Courbière-Kaserne“, nach dem gleichnamigen einst hier stationierten Regiment bzw. nach dem preußischen Generalfeldmarschall Wilhelm René de l’Homme de Courbière. Mitte der 1930er Jahre wurde die Kaserne modernisiert und um weitere Gebäude ergänzt, z. B. den Winterbergblock. Dabei entstand auf der östlichen Außenwand ein steinerner Wehrmachtsadler.
Heute befinden sich in dem Kasernenkomplex eine Grundschule, ein Notariat, eine Kfz-Werkstatt sowie zahlreiche Groß- und Einzelhändler.

### Kleist-Kaserne

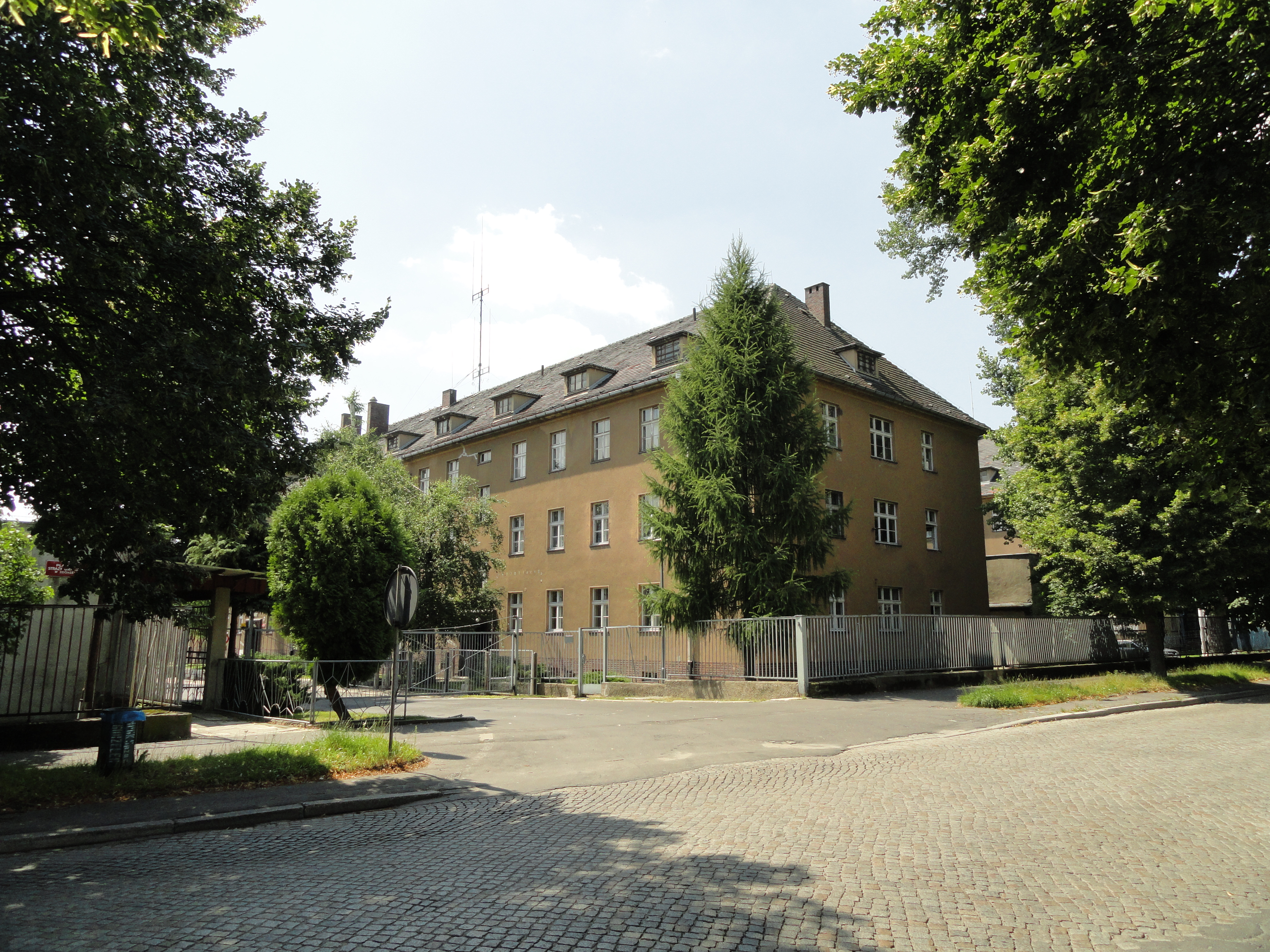
Östlicher Block der ehemaligen Kleist-Kaserne

Die Kleistkaserne entstand 1935 an der Kleiststraße (heute: ulica Bohaterów II. Armii Wojska Polskiego) in der Oststadt unweit der Neuen Kaserne. Bereits vor dem Abschluss der Bauarbeiten an den zwei- bis dreistöckigen Häusern bezog das II. Bataillon des Infanterie-Regiments 30 der 18. Infanterie-Division die Kaserne. Am östlichen Zugang zum Kasernengelände befand sich in der Mitte der Zufahrt eine Säule die von einem Wehrmachtsadler mit Hakenkreuz im Ehrenkranz gekrönt war. Auf der Säule war auch der Name Kleist-Kaserne zu lesen, den die Kaserne im Andenken an preußischen Generalfeldmarschall Friedrich von Kleist erhielt.
Im ausgedehnten Hof der Kaserne fanden Übungen und regelmäßige Vorführungen für die Bevölkerung sowie Vereidigungen statt. So wurden bei den jährlichen Soldatentagen Luftangriffs- oder Panzerübungen vorgeführt.

### Winterfeldt-Kaserne
Die Winterfeldt-Kaserne war der letzte Kasernenneubau vor dem Ausbruch des Zweiten Weltkrieges und wurde 1936 im damaligen südöstlichen Görlitzer Stadtteil Moys als Ausbildungsstätte und Unterkunft für die Beobachtungsabteilung 18 erbaut. Am östlichen Zugang zur Kaserne befand sich ein Wehrmachtsadler der auf einem wuchtigen, quaderförmigen Sockel aus regelmäßig behauenen Steinen ruhte. Unterhalb der Krallen des Adlers befand sich ein Hakenkreuz und wiederum darunter die Inschrift Winterfeldt Kaserne. Der Sockel existiert heute noch, jedoch wurden der Reichsadler, das Hakenkreuz sowie die Inschrift entfernt. Der Namensstifter der Kaserne war der preußische General Hans Karl von Winterfeldt, der in der Nähe bei der Schlacht von Moys schwer verletzt wurde und schließlich an seinen Verletzungen in Görlitz starb.